# Ботритис серый
Ботри́тис се́рый, или пе́пельно-серый (лат. Botrýtis cinérea) — несовершенная стадия (анаморфа) плесневого гриба, возбудителя серой гнили многих растений. Используется в виноделии при производстве вин позднего сбора. Совершенная стадия (телеоморфа) — ботриоти́ния Фу́ккеля (Botryotinia fuckeliana).

## Таксономия
Хотя давно известны формы гриба, способные образовывать плодовые тела (апотеции) и аскоспоры, ботритис традиционно относили к группе дейтеромицетов — «несовершенных грибов», для которых неизвестен половой процесс. В новых системах род относят к семейству склероциниевые класса Леоциомицеты. Телеоморфная («совершенная», или половая) стадия описана как Botryotinia fuckeliana (de Bary) Whetzel 1945.

## Биология
Гриб живёт в почве и на растительных остатках в виде мицелия, некоторые формы образуют зимующие склероции. Анаморфная (бесполая) стадия покрывает субстрат густым серым или коричневатым налётом, состоящим из гиф и разветвлённых, древовидных конидиеносцев, дающих бесцветные или слабо дымчатые конидии. Конидии одноклеточные, различной формы (чаще овальные или почти сферические), размером 10-18×7-10 мкм, в массе сероватые. Конидиеносцы длиной до 2 мм, толщиной 16-30 мкм, прямые, разветвлённые, бесцветные или бледно-коричневые.
Склероции тёмные, до чёрного цвета, размер и форма их сильно зависит от субстрата. Эта форма очень устойчива к внешним воздействиям и обеспечивает длительное сохранение живого гриба в неблагоприятных условиях, обычно на 2-3 года.
Вид очень изменчив, известно множество форм, характерных для различных природных субстратов и климатических зон, распространён по всему миру, но предпочитает влажный субтропический климат. Телеоморфная стадия известна для немногих разновидностей ботритиса серого.
Ботритис серый поражает большое число видов растений из примерно 45 семейств, но различные формы и расы паразитируют преимущественно на одном определённом виде и могут быть слабо патогенны для других растений. Например, форма, вызывающая кагатную гниль сахарной свёклы, почти не поражает ягоды винограда.
В умеренном климате развитие гриба начинается весной, с прорастания склероциев анаморфным или телеоморфным мицелием, заражение растений происходит конидиями или аскоспорами. Споры переносятся по воздуху, но заражению может способствовать высокая влажность или жидкая влага, поэтому оно происходит чаще в сырую погоду. Ботритис серый неспособен поражать живые клетки растений, необходимо наличие хотя бы небольших участков отмершей ткани. После развития на мёртвом субстрате происходит выделение токсинов, повреждающих соседнюю живую ткань и гриб таким способом распространяется по субстрату.
Сам ботритис серый может поражаться гиперпаразитным грибом Gliocladium roseum, что может быть использовано как средство защиты. Этот гриб известен как эндосимбионт растений и почвенный сапротроф, у серой плесени он подавляет образование спор и поражает мицелий.

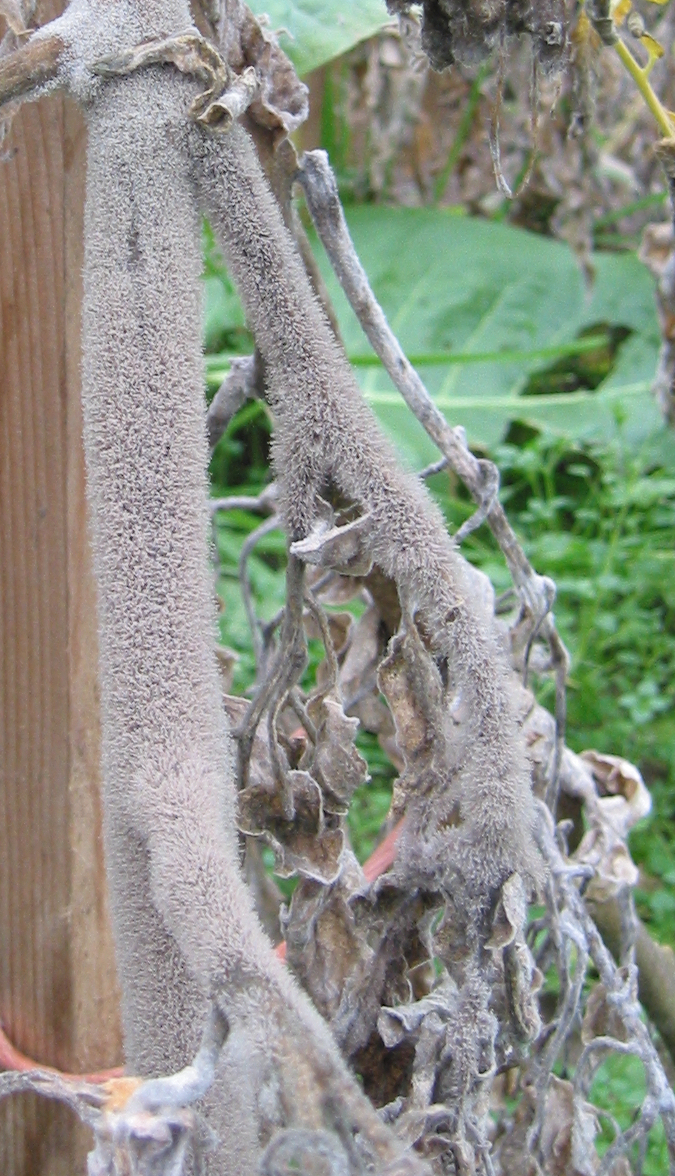
Botrytis cinerea на отмершем стебле томата
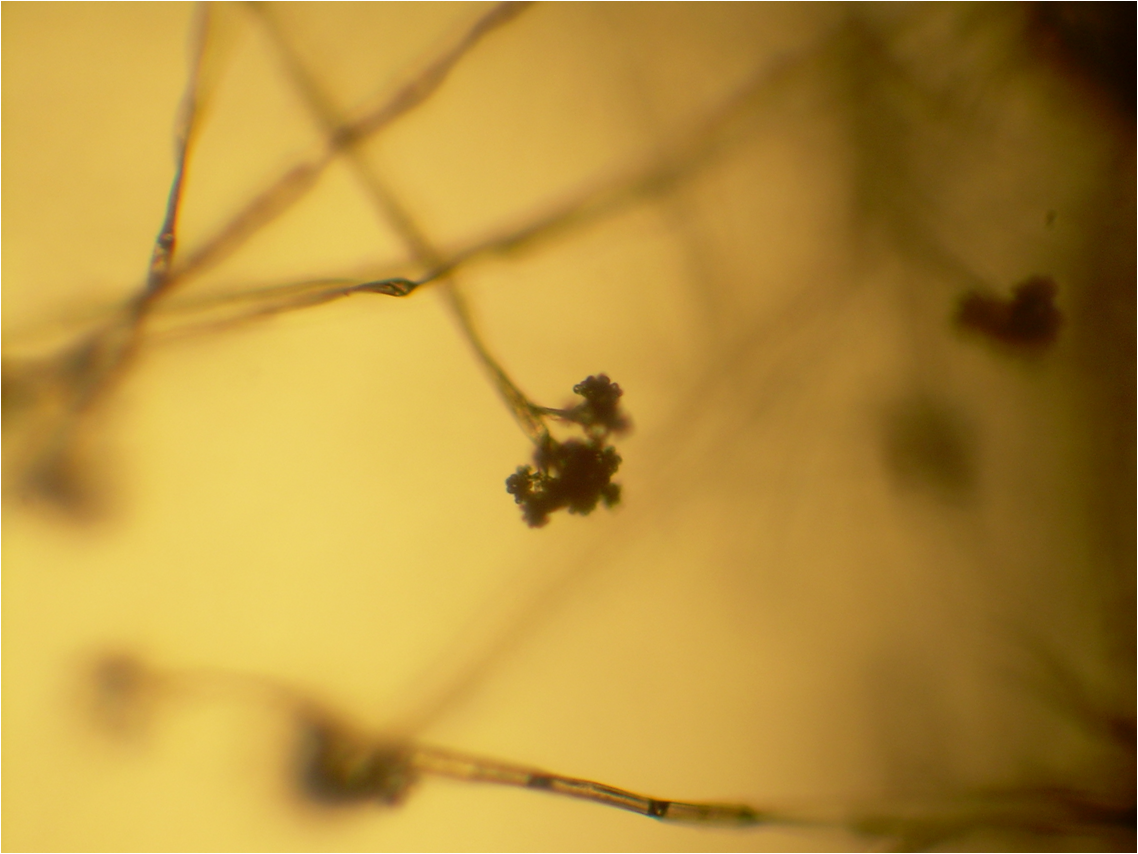
Конидиеносцы с конидиями Botrytis cinerea (увеличение 40×)
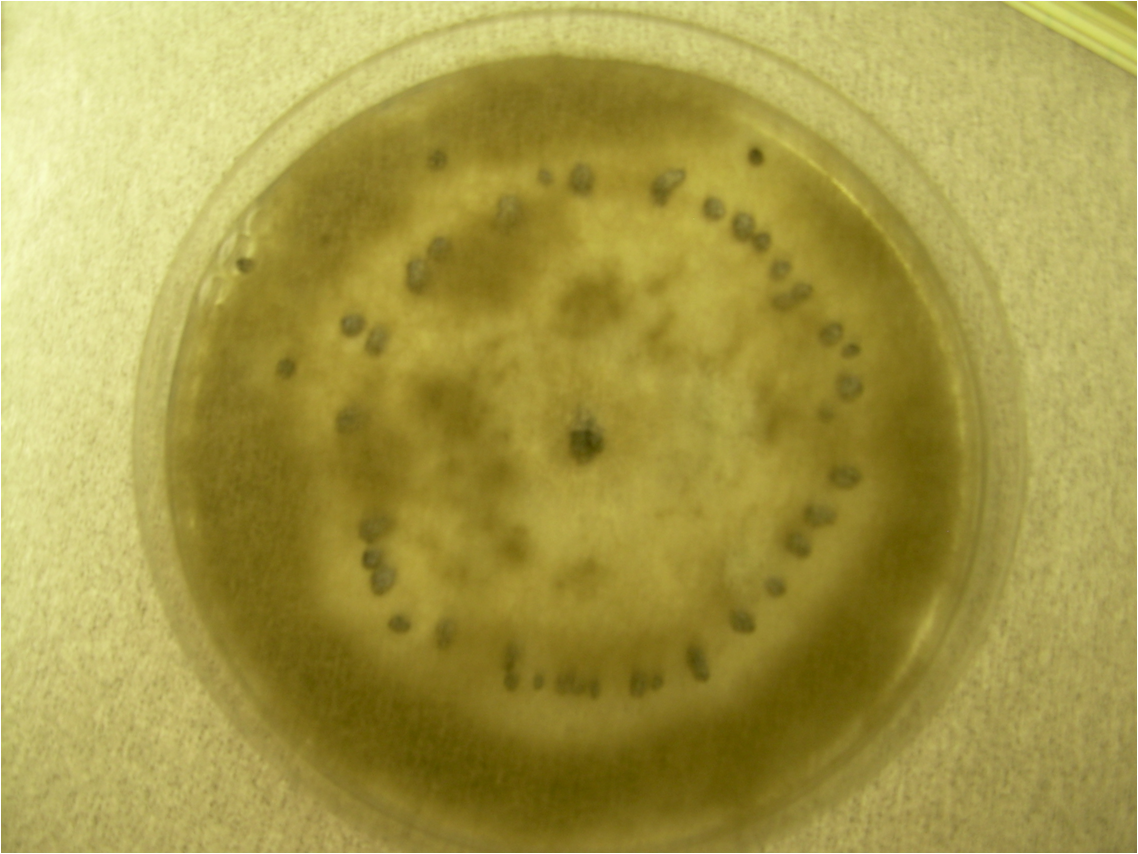
Культура Botrytis cinerea в чашке Петри. Тёмные округлые образования — склероции гриба.

## Опасность

### Фитопатоген
Вызывает многочисленные заболевания растений — кагатная гниль корнеплодов, серая гниль земляники, заболевания винограда, паслёновых, лука, цитрусовых и многих других растений. Часто поражает бобы, лён, гладиолусы, тепличные культуры, горох, салат.
Экономический ущерб от поражения серой гнилью особенно велик для земляники, гороха, при хранении многих корнеплодов и капусты.
Для защиты земляники от поражения грибом на плантациях необходима хорошая вентиляция, плоды и листья стремятся изолировать от контакта с влажной почвой, мульчированием либо с помощью специальных полиэтиленовых покрытий для грунта.
Начато изучение генной структуры гриба, с целью снижения его патогенности и борьбы с ним.

### Причина заболеваний человека
Как и многие другие плесневые грибы, Botrytis cinerea может вызывать заболевания людей. Например, установлено, что его развитие на винограде иногда приводит к заболеванию лёгких (англ. winegrower's lung) — редкой форме респираторной аллергической реакции у предрасположенных лиц.

## Применение в виноделии

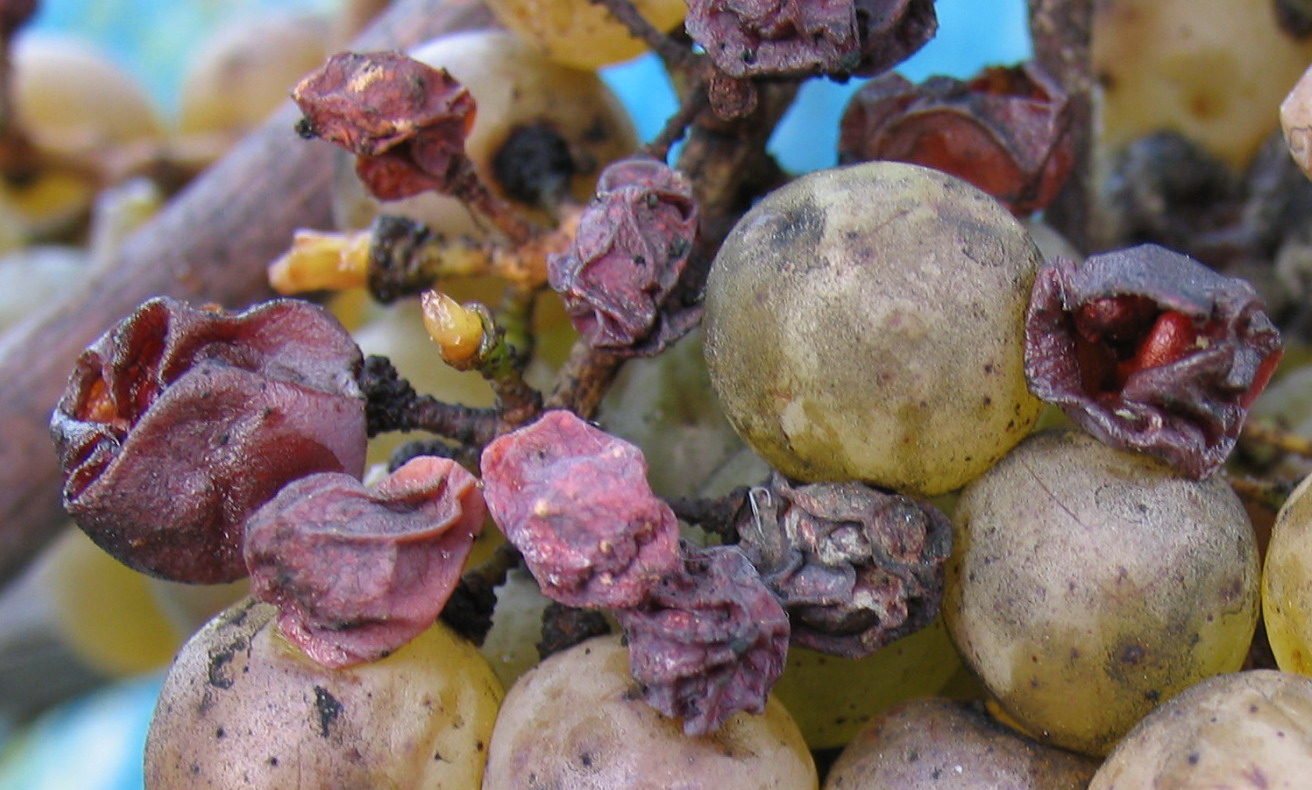
Botrytis cinerea на винограде

Хотя в подавляющем большинстве случаев этот гриб рассматривают как достаточно опасный фитопатоген, существует по меньшей мере одно полезное применение штаммов Botrytis cinerea — в виноделии для получения более концентированного сырья с повышенной сахаристостью и изысканным медовым ароматом. Грибок преобразует ароматические терпены таким образом, что на первый план выступают сотолон, фенилацетальдегид и иные соединения, придающие напитку оттенки воска, мармелада, аптечных микстур.
В процессе созревания кожица ягод винограда становится всё более тонкой и осенью, когда температура воздуха снижается и повышается его влажность, Botrytis cinerea способствует образованию дырок в кожице винограда, через которые испаряется влага из сока ягоды, при этом накопленный сахар остаётся внутри. Ягода теряет массу, а концентрация сахара увеличивается. Развитие ботритиса на винограде очень опасно, так как сок ягоды становится незащищённым и внутрь могут попасть бактерии, ведущие к уксусному скисанию. Но если погодные условия благоприятствовали виноградарю и развитие ботритиса не повлекло развития болезней, из такого винограда может получиться сладкое вино позднего урожая. 
Первое сладкое вино из ботритизированного винограда, полученное в XVI или XVII веке в венгерском Токае, имело сенсационный успех и к началу XVIII века покорило всю Европу. Позднее центрами выработки подобных вин стали берега Жиронды (сотерн) и Рейна — Мозеля (рислинг).

### На русском языке
- Мир растений / гл. ред. А. Л. Тахтаджян. — М.: «Просвещение», 1991. — Т. 2. Грибы /под ред. М. В. Горленко. — С. 379—380 (род Ботритис (Botrytis). М. В. Горленко). — ISBN 5-09-002841-9.

### На иностранных языках
- Werner Rothmaler: Exkursionsflora für Deutschland. Band 1: Niedere Pflanzen, 3. Auflage. Fischer, Jena 1994. ISBN 3-334-60827-1
- Martijn Staats, Peter van Baarlen, Jan A. L. van Kan: Molecular Phylogeny of the Plant Pathogenic Genus Botrytis and the Evolution of Host Specificity. In: Molecular Biology and Evolution. 22, Nr. 2, 2005, S. 333—346. doi:10.1093/molbev/msi020

### На русском языке
- Альмединген А. Н. Ботритис цинереа // Энциклопедический словарь Брокгауза и Ефрона : в 86 т. (82 т. и 4 доп.). — СПб., 1890—1907.

### На других языках
- Научные описания и изображения на сайте www.mycobank.org
- Botryotinia fuckeliana — таксономия
- Genome information for Botrytis cinerea
- Choquer M, Fournier E, Kunz C, Levis C, Pradier JM, Simon A, Viaud M (2007) Botrytis cinerea virulence factors: new insights into a necrotrophic and polyphageous pathogen FEMS Microbiol Lett. 277:1-10. Review
- TheWineDoctor.com
- Bortytis cinerea genetic variability
- Molecular Biology and Evolution vol. 22, no. 2, pp. 333—346